# Zolakar
Zolakar (en arménien Զոլաքար ; jusqu'en 1935 Zolakhach) est une communauté rurale du marz de Gegharkunik, en Arménie. Fondée en 1829, elle compte 6 776 habitants en 2008.